# Алектрион (митология)
Вижте пояснителната страница за други значения на Алектор.
Алектрион (на старогръцки: Ἀλεκτρυών, Alektryon, на бг.: петел; на латински: Alectryon) в гръцката митология е младеж, който трябва да стои като стража да пази пред вратата на бог Арес, когато той неразрешено е с Афродита. Алектрион обаче заспива и Хелиос, Слънцето, изненадва двамата на сутринта.
За наказание Арес превръща Алектрион в един петел, за да не забравя никога повече да съобщава изгрева на слънцето.